# مغان‌لی (زنگلان ۲)
مغان‌لی (ترکی آذربایجانی: Muğanlı) یک منطقهٔ مسکونی در جمهوری آرتساخ است که در استان کاشاتاق واقع شده‌است.